# 安井重雄
安井 重雄 （やすい しげお、1961年 - ）は、日本の和歌研究者。龍谷大学文学部日本語日本文学科教授。

## 経歴
京都府宮津市出身。
1984年、龍谷大学文学部国文学科卒業。
1989年、龍谷大学大学院文学研究科博士後期課程単位取得満期退学。
1997年、龍谷大学文学部特定任用講師着任（2000年より助教授、2003年退任）。
2004年11月、「藤原俊成歌合判詞と歌語の研究」で、博士（文学）。
2006年、兵庫大学短期大学部保育科助教授着任（2007年より准教授、2010年より教授、2016年退任）。
2016年、龍谷大学文学部日本語日本文学科教授着任（現職）。

## 主な著書

### 単著
- 『藤原俊成　判詞と歌語の研究』笠間書院、2006年
- 『蘆庵本歌合集』思文閣出版、2021年

### 共編著
- 『平安文学研究ハンドブック』和泉書院、2004年

- 「千五百番歌合 定家判詞について」『古今集 新古今集の方法』笠間書院、2004年
- 「木戸家流藤川百首注について―周桂抄所引正吉抄と京都女子大学蔵藤川百首注二本―」『中世の文学と学問』思文閣出版、2005年
- 「建仁元年三月新宮撰歌合考」『中世近世和歌文芸論集』思文閣出版、2008年
- 「嘉応二年住吉社歌合判詞考」『中世の文学と思想』新典社、2008年
- 『頼政集新注 上』青簡舎、2011年
- 「社頭歌合の歌題構成と位署」『典籍と史料』思文閣出版、2011年
- 「紀行と和歌―地名を詠むということ―」『中世文学と隣接諸学6』竹林舎、2012年
- 「自讃歌注付百人一首」『龍谷大学善本叢書31 中世歌書集』思文閣出版、2013年
- 「『嘉応二年十月九日住吉社歌合』伝本と本文考」『龍谷大学仏教文化研究叢書33 日本文学とその周辺』思文閣出版、2014年
- 『頼政集新注 中』青簡舎、2014年
- 『和歌文学大辞典』古典ライブラリー、2014年
- 「法性寺殿歌合康永三年本・法性寺殿歌合玄就筆本・中宮亮重家歌合・関白家五十番歌合・法楽百首石清水 浅間 北野」『冷泉家時雨亭叢書95 歌林良材集・歌合集 続』朝日新聞社、2016年
- 「和歌会次第・三体和歌・詠五十首和歌義政・自讃歌伝・竹園抄・二言抄」『冷泉家時雨亭叢書96 中世歌学集続・千首和歌』朝日新聞社、2016年
- 『頼政集新注 下』青簡舎、2016年
- 「気多宮歌合・高陽院七番歌合・雲居寺結縁経後宴歌合・神祇伯顕仲西宮歌合・神祇伯顕仲住吉歌合)」『王朝歌合集』明治書院、2018年
- 「扇のつまを折りて 和歌を書きつけるということ―頼政集三六・三七番の贈答歌補説―」『歌人源頼政とその周辺』青簡舎、2019年
- 「後鳥羽院歌壇の歌合と俊成判詞―社頭歌合判詞への視線」『和歌史の中世から近世へ』花鳥社、2020年
- 『蘆庵本歌合集」思文閣出版、2021年
- 『歌合の本質と展開　中世・近世から近代へ』法蔵館、2024年